# Liski
Huyện Liski (tiếng Nga: ? райо́н) là một huyện hành chính tự quản (raion), của Tỉnh Voronezh, Nga. Huyện có diện tích 57 km², dân số thời điểm ngày 1 tháng 1 năm 2000 là 55700 người. Trung tâm của huyện đóng ở Liski.